# Sarcopteron
Sarcopteron är ett släkte av fjärilar. Sarcopteron ingår i familjen nattflyn.
Kladogram enligt Catalogue of Life:
| Sarcopteron | \| \| Sarcopteron arenacea \| \| \| \| \| \| Sarcopteron punctimargo \| \| \| \| |
|             | \| \| Sarcopteron arenacea \| \| \| \| \| \| Sarcopteron punctimargo \| \| \| \| |
|             | Sarcopteron arenacea                                                             |
|             |                                                                                  |
|             | Sarcopteron punctimargo                                                          |
|             |                                                                                  |